# کالین ویلکاکس (هنرپیشه)
کالین ویلکاکس (انگلیسی: Collin Wilcox; ۴ فوریهٔ ۱۹۳۵ – ۱۴ اکتبر ۲۰۰۹) یک هنرپیشه اهل ایالات متحده آمریکا بود. وی بین سال‌های ۱۹۵۳ تا ۲۰۰۳ میلادی فعالیت می‌کرد.

## گزیده فیلمشناسی
از فیلم‌ها یا برنامه‌های تلویزیونی که وی در آن نقش داشته‌است می‌توان به آثار زیر اشاره کرد.
- کشتن مرغ مقلد (فیلم) (۱۹۶۲)
- تبصره ۲۲ (فیلم) (۱۹۷۰)
- آرواره‌ها ۲ (۱۹۷۸)
- ماری (فیلم ۱۹۸۵) (۱۹۸۵)
- فلوک (۱۹۹۵)
- نیمه‌شب در باغ خوب و بد (فیلم) (۱۹۹۷)
- تسخیرناپذیران (۱۹۵۹)
- آلفرد هیچکاک تقدیم می‌کند
- فراری (مجموعه تلویزیونی)
- ویرجینیایی
- خانواده والتون (مجموعه تلویزیونی)
- خیابان‌های سان‌فرانسیسکو